# Ткаченко, Александр Михайлович
Александр Михайлович Ткаченко (укр. Олександр Михайлович Ткаченко; род. 15 июня 1984, Конгаз, Комратский район, Молдавская ССР) — украинский адвокат, политик.
Народный депутат Украины IX созыва.

## Биография
Ткаченко вырос и воспитывался в городе Татарбунары. Окончил юридический факультет Одесской национальной юридической академии.
С 2007 по 2016 год работал юрисконсультом предприятий и руководителем в юридической компании.
С 2011 года — адвокат.
С 2016 года — управляющий партнёр юридической фирмы «Арт де Лекс».

## Политическая деятельность
В 2014 году — кандидат в народные депутаты от Партии зелёных (№ 30 в избирательном списке). Беспартийный.
Кандидат в народные депутаты от партии «Слуга народа» на парламентских выборах 2019 года (избирательный округ № 141, город Белгород-Днестровский, Белгород-Днестровский, Татарбунарский районы, часть Килийского района). На время выборов: адвокат ЧП «Медфарм групп», беспартийный. Проживает в городе Татарбунары Одесской области.
Член Комитета Верховной Рады по вопросам антикоррупционной политики, председатель подкомитета по вопросам правового регулирования и анализа деятельности специальных органов в сфере предупреждения и противодействия коррупции.
Руководитель группы по межпарламентским связям с Республикой Кипр.